# George Georgescu
George Georgescu (født 12. september 1887, død 1. september 1964) var en rumænsk dirigent og cellist. Han var fra 1920 chefdirigent for Filarmonica "George Enescu" din Bucureşti. Desuden var han protegé af Arthur Nikisch og nær kollega til George Enescu. Han modtog priser fra den franske og den kommunistiske rumænske regering og levede for at lave indspilninger i stereo.